# 短頭擬鱯
短頭擬鱯為輻鰭魚綱鯰形目鱨科的其中一種，為熱帶淡水魚類，分布於亞洲蘇門答臘北部淡水流域，體長可達9公分，棲息在底層水域，生活習性不明。

## 扩展阅读
維基物種上的相關：短頭擬鱯